# 튀니지 대통령

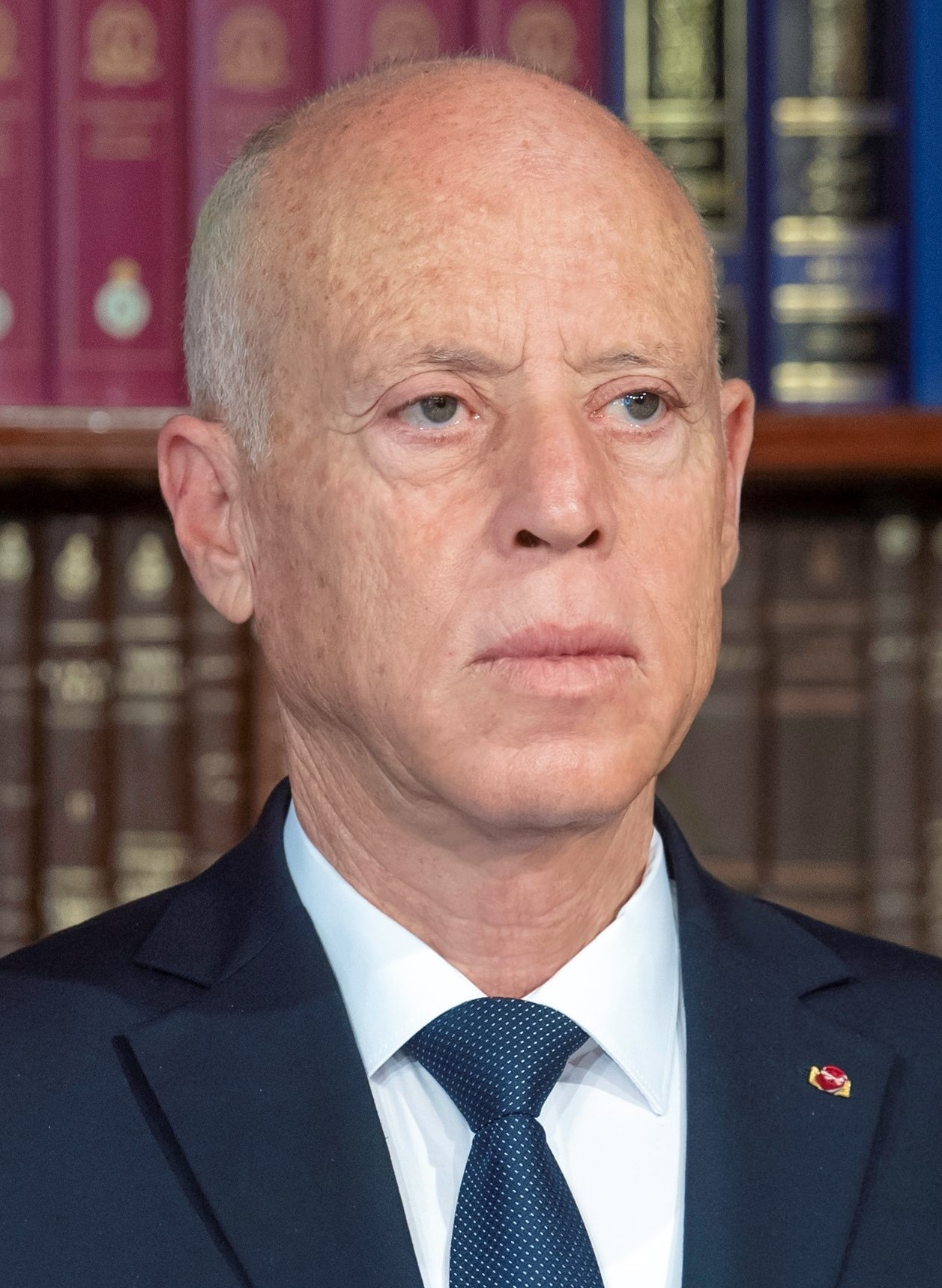
현직: 카이스 사이에드

튀니지 공화국의 대통령(아랍어: رئيس الجمهورية التونسية)은 튀니지의 국가 원수이자 행정부 수반이다. 국민의 직접 투표로 선출되며, 임기는 5년이다.

## 같이 보기
- 튀니지의 대통령 목록
- 튀니지의 총리